# Fenilpropanolamina
La fenilpropanolamina, anche noto come norefedrina. È un farmaco psicoattivo della classe delle amfetamine e delle feniletilammine usato come stimolante, decongestionante nasale e anoressizzante.
È utilizzato in medicina veterinaria per il trattamento dell'incontinenza urinaria dei cani.
È commercializzato come Propalin.